# John Jakopin
John Jakopin (né le 16 mai 1975 à Toronto dans la province de l'Ontario au Canada) est un ancien joueur professionnel de hockey sur glace qui évoluait au poste de défenseur.

## Carrière
Jakopin a été choisi par les Red Wings de Détroit lors du repêchage d'entrée dans la LNH 1993, il ne jouera cependant jamais pour cette franchise. Après quatre ans passés dans le championnat universitaire américain (NCAA), il rejoint le club-école de Détroit, les Red Wings de l'Adirondack.
Il joua un tiers de sa carrière professionnelle dans la Ligue nationale de hockey successivement avec les Panthers de la Floride, les Penguins de Pittsburgh et les Sharks de San José et le reste avec les clubs-écoles de ces mêmes équipes dans la Ligue américaine de hockey.
Lors de la saison 1997-1998, il remporta le trophée Yanick-Dupré du meilleur joueur de la saison dans la LAH.
Il prit sa retraite en 2005.

## Statistiques
Pour les significations des abréviations, voir Statistiques du hockey sur glace.
| Saison     | Équipe                            | Ligue      |     | Saison régulière | Saison régulière | Saison régulière | Saison régulière | Saison régulière |    | Séries éliminatoires | Séries éliminatoires | Séries éliminatoires | Séries éliminatoires | Séries éliminatoires |
| Saison     | Équipe                            | Ligue      | PJ  | B                | A                | Pts              | Pun              | PJ               | B  | A                    | Pts                  | Pun                  |                      |                      |
| 1993-1994  | Merrimack College                 | NCAA       | 36  | 2                | 8                | 10               | 64               |                  |    |                      |                      |                      |                      |                      |
| 1994-1995  | Merrimack College                 | NCAA       | 37  | 4                | 10               | 14               | 42               |                  |    |                      |                      |                      |                      |                      |
| 1995-1996  | Merrimack College                 | NCAA       | 32  | 10               | 15               | 25               | 68               |                  |    |                      |                      |                      |                      |                      |
| 1996-1997  | Merrimack College                 | NCAA       | 31  | 4                | 12               | 16               | 68               |                  |    |                      |                      |                      |                      |                      |
| 1996-1997  | Red Wings de l'Adirondack         | LAH        | 3   | 0                | 0                | 0                | 9                | --               | -- | --                   | --                   | --                   |                      |                      |
| 1997-1998  | Beast de New Haven                | LAH        | 60  | 2                | 18               | 20               | 151              | 3                | 0  | 0                    | 0                    | 0                    |                      |                      |
| 1997-1998  | Panthers de la Floride            | LNH        | 2   | 0                | 0                | 0                | 4                | --               | -- | --                   | --                   | --                   |                      |                      |
| 1998-1999  | Panthers de la Floride            | LNH        | 3   | 0                | 0                | 0                | 0                | --               | -- | --                   | --                   | --                   |                      |                      |
| 1998-1999  | Beast de New Haven                | LAH        | 60  | 2                | 7                | 9                | 154              | --               | -- | --                   | --                   | --                   |                      |                      |
| 1999-2000  | Panthers de Louisville            | LAH        | 23  | 4                | 6                | 10               | 47               | --               | -- | --                   | --                   | --                   |                      |                      |
| 1999-2000  | Panthers de la Floride            | LNH        | 17  | 0                | 0                | 0                | 26               | --               | -- | --                   | --                   | --                   |                      |                      |
| 2000-2001  | Panthers de Louisville            | LAH        | 8   | 0                | 1                | 1                | 21               | --               | -- | --                   | --                   | --                   |                      |                      |
| 2000-2001  | Panthers de la Floride            | LNH        | 60  | 1                | 2                | 3                | 62               | --               | -- | --                   | --                   | --                   |                      |                      |
| 2001-2002  | Penguins de Wilkes-Barre/Scranton | LAH        | 30  | 3                | 5                | 8                | 90               | --               | -- | --                   | --                   | --                   |                      |                      |
| 2001-2002  | Penguins de Pittsburgh            | LNH        | 19  | 0                | 4                | 4                | 42               | --               | -- | --                   | --                   | --                   |                      |                      |
| 2002-2003  | Barons de Cleveland               | LAH        | 18  | 0                | 4                | 4                | 27               | --               | -- | --                   | --                   | --                   |                      |                      |
| 2002-2003  | Sharks de San José                | LNH        | 12  | 0                | 0                | 0                | 11               | --               | -- | --                   | --                   | --                   |                      |                      |
| 2003-2004  | Wolf Pack de Hartford             | LAH        | 42  | 3                | 4                | 7                | 99               | --               | -- | --                   | --                   | --                   |                      |                      |
| 2003-2004  | Senators de Binghamton            | LAH        | 11  | 1                | 0                | 1                | 4                | 2                | 0  | 0                    | 0                    | 2                    |                      |                      |
| 2004-2005  | HDD ZM Olimpija                   | Interliga  | 3   | 0                | 0                | 0                | 27               | --               | -- | --                   | --                   | --                   |                      |                      |
| 2004-2005  | HDD ZM Olimpija                   | Slovénie   | 2   | 0                | 2                | 2                | 0                | --               | -- | --                   | --                   | --                   |                      |                      |
| Totaux LNH | Totaux LNH                        | Totaux LNH | 113 | 1                | 6                | 7                | 145              | --               | -- | --                   | --                   | --                   |                      |                      |
| Totaux LAH | Totaux LAH                        | Totaux LAH | 255 | 15               | 45               | 60               | 602              | 5                | 0  | 0                    | 0                    | 2                    |                      |                      |